# Burton Downing
Burton Cecil Downing (ur. 5 lutego 1885 w San Jose w Kalifornii, zm. 1 stycznia 1929 w Red Bank w stanie New Jersey) – amerykański kolarz torowy, sześciokrotny medalista olimpijski z 1904.
Na igrzyskach olimpijskich w 1904 w Saint Louis Downing wystartował we wszystkich siedmiu konkurencjach w kolarstwie i zwyciężył w dwóch z nich: wyścigu na 2 mile i na 25 mil. Był wicemistrzem w wyścigach na ¼ mili, na ⅓ mili  i na milę oraz brązowym medalistą na ⅛ mili. Wyścigu na 5 mil nie ukończył.
Pozostał na Wschodnim Wybrzeżu USA, pracował w przedsiębiorstwach konstrukcyjnych.